# Rombencefalon
Rombencefalon je del možganov človeka.  Je tretji, najbolj kavdalno ležeči možganski mehurček, iz katerega se razvijeta metencefalon in mielencefalon. Obdaja četrti ventrikel. 
Leži v zadnji lobanjski kotanji (fossa cranii posterior).
Sestavljajo ga:
- podaljšana hrbtenjača (medulla oblongata),
- možganski most (pons),
- mali možgani (cerebellum),
- četrti možganski prekat (ventriculus quartus).[2]